# Oreochrysum
Oreochrysum là một chi thực vật có hoa trong họ Cúc (Asteraceae).

## Loài
Chi Oreochrysum gồm các loài: